# Krebsbach (Krebsförden)
Der Krebsbach ist ein fünf Meter breiter Zufluss in den Unteren Ostorfer See in Schwerin. Seine Quelle befindet sich in einem Landschaftsschutzgebiet. Der Name Krebsbach gab dem Dorf Krebsförden seinen Namen.

## Geographie
Der Krebsbach fließt in nördliche Richtung und speist den Ostorfer See. Er ist 2500 m lang und weist auf seine Länge ein Gefälle von 10 Höhenmeter auf. Die Wassertiefe beträgt etwa einen Meter.

## Verlauf
Der Krebsbach entspringt im Landschaftsschutzgebiet/Naturschutzgebiet Kiesgrube Wüstmark. Er fließt unter der Eisenbahnstrecke Schwerin-Parchim hindurch zu den Wiesen der Gartenvereine Am Krebsbach und Vogelweide. Bevor der Bach den Graureiher Wald erreicht, nimmt er seinen Lauf durch eine Unterführung der Bundesstraße 321. Der Bach fließt durch einen Seebruch und mündet in den südlichen Zipfel des Ostorfer Sees, den Ostorfer Hals.

## Touristische Erschließung

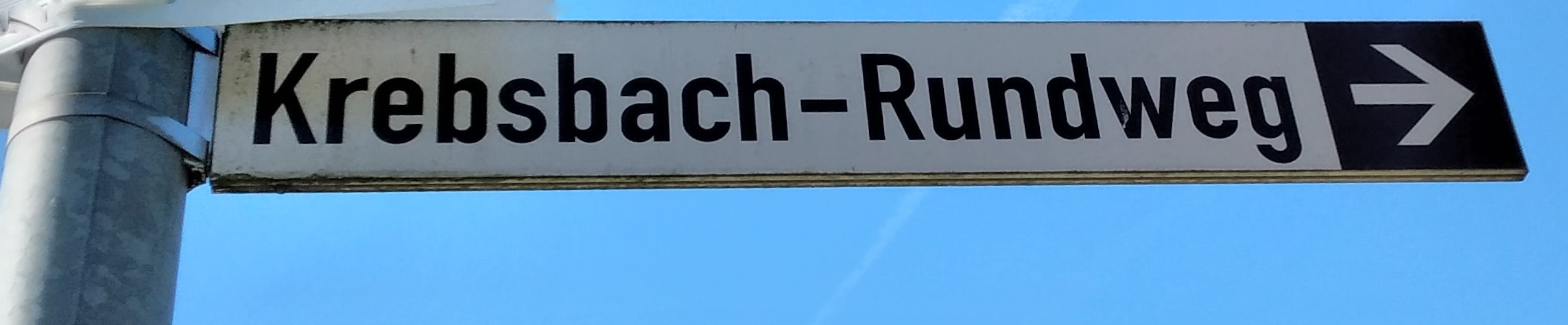

An der Hagenower Chaussee Nr. 2 beginnt seit 2022 der Krebsbachrundweg. Er führt entlang der Krebsbachwiesen über eine Fußwegbrücke in den Graureiherwald Krebsförden, weiterhin rechts entlang eines Bruches unter einer weitausladenden alten Eichenbaumreihe hindurch zum Ostorfer See. Rechtsseitig geht der Rundweg durch ein Sumpfgelände, dort liegt eine zweite Fußwegbrücke über den Krebsbach, der Weg führt wieder zur Hagenower Chaussee zurück. Die Länge der Weges ist ca. 4 km lang, er liegt inmitten von naturbelassenen Wiesen, einem Eichenwald und Bruch- und Sumpfwegen.

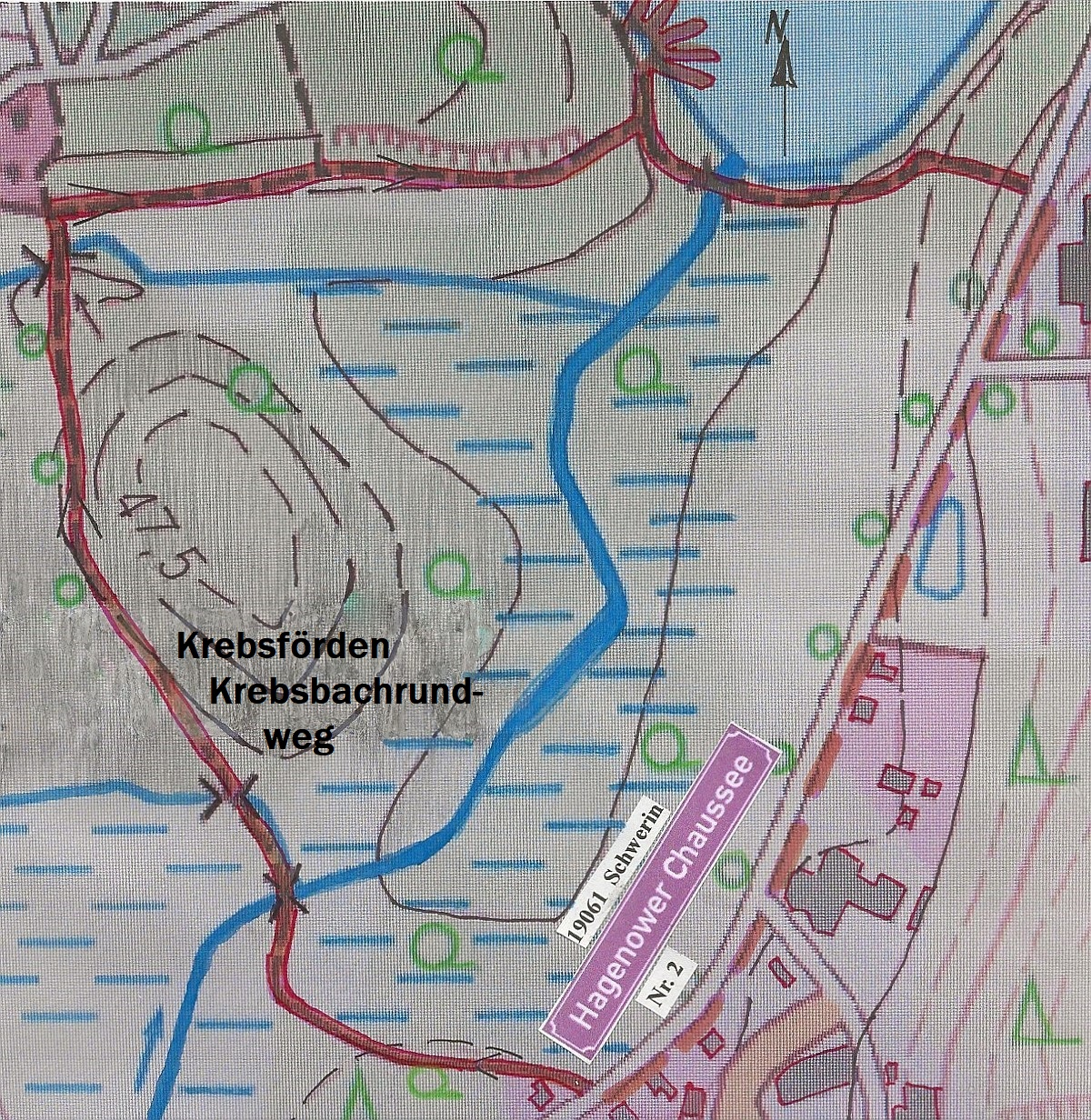
Krebsbachrundweg
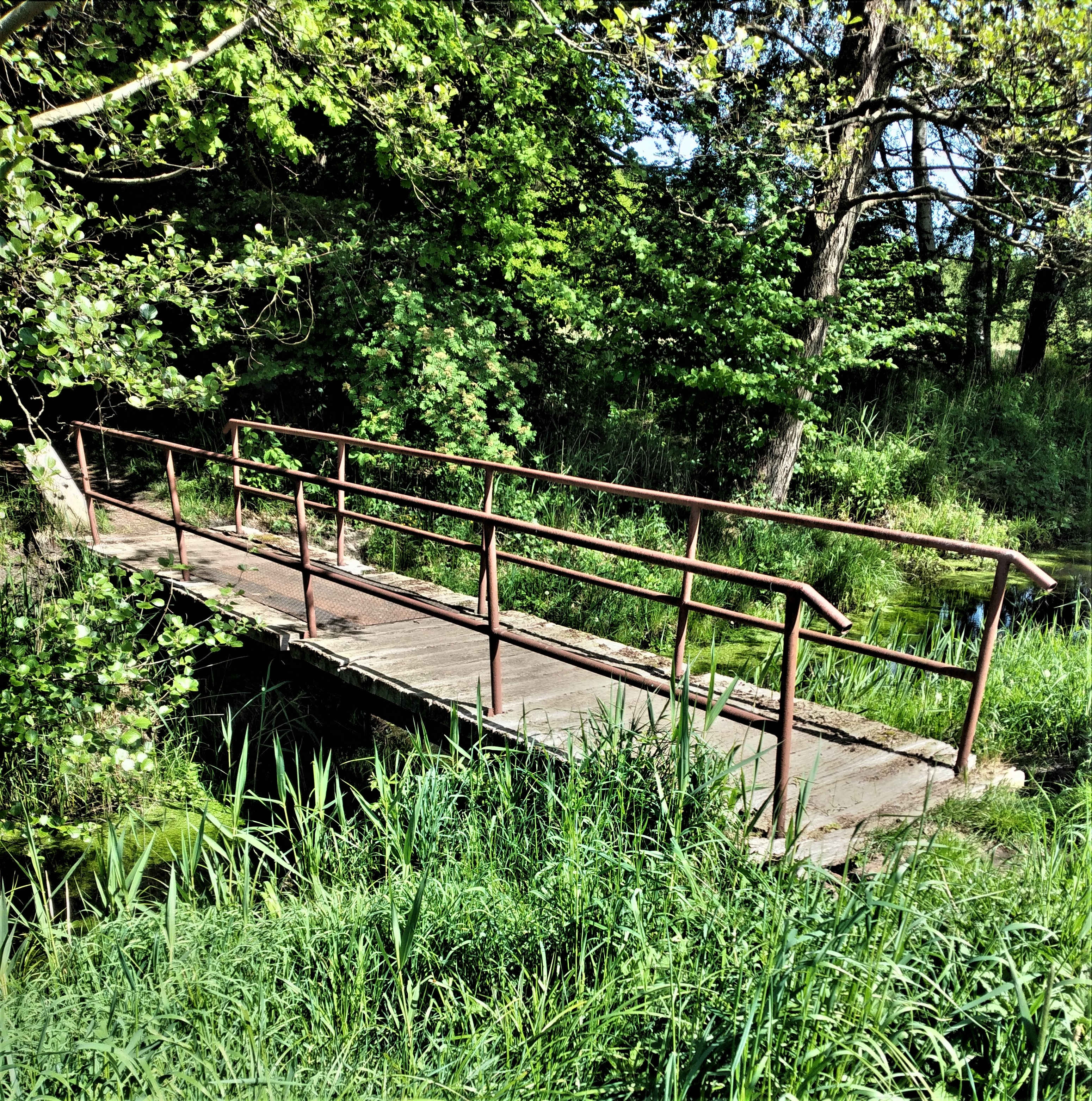
Erste Bachbrücke
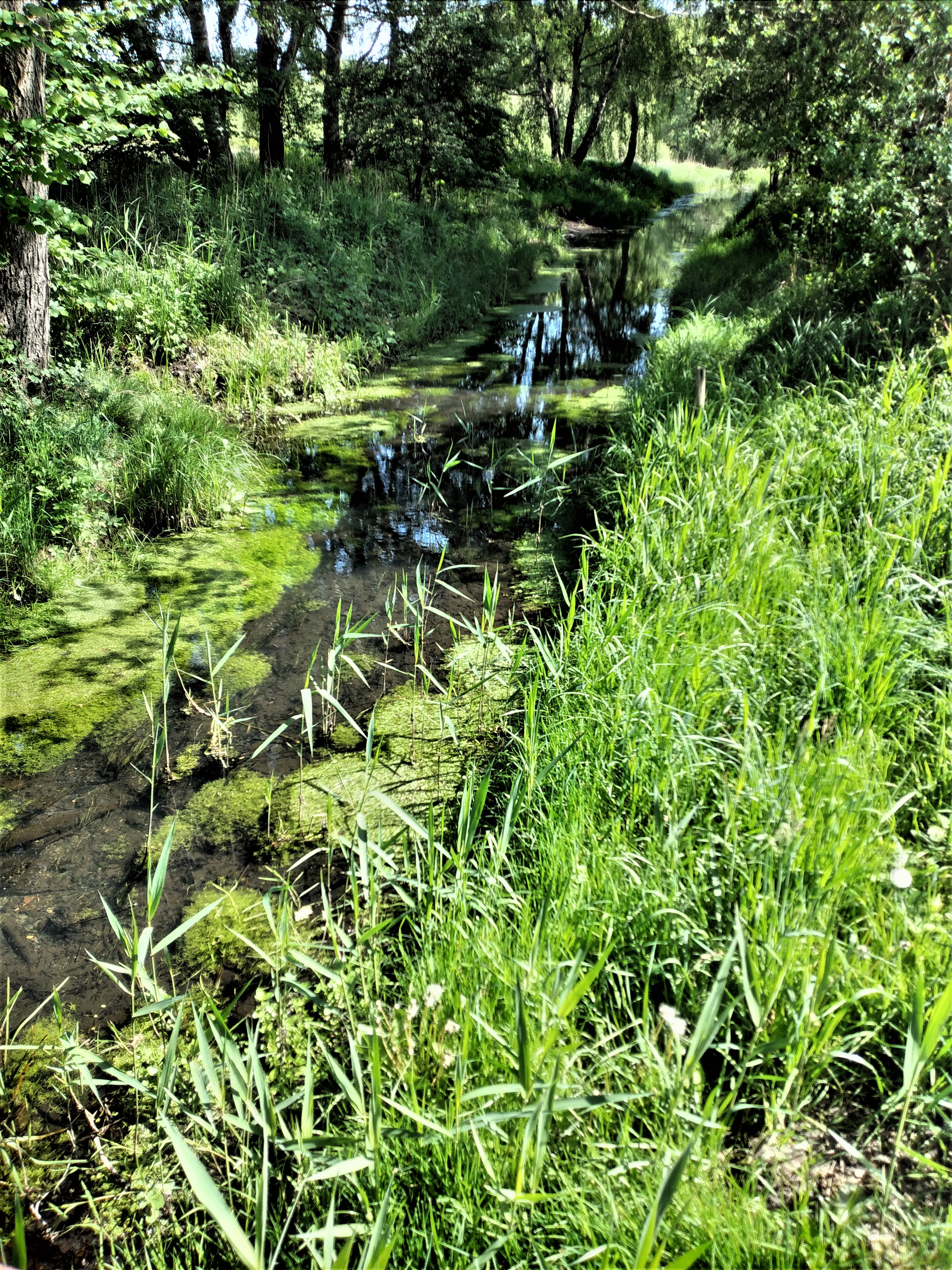
Graureiherwald mit Bachdurchfluss
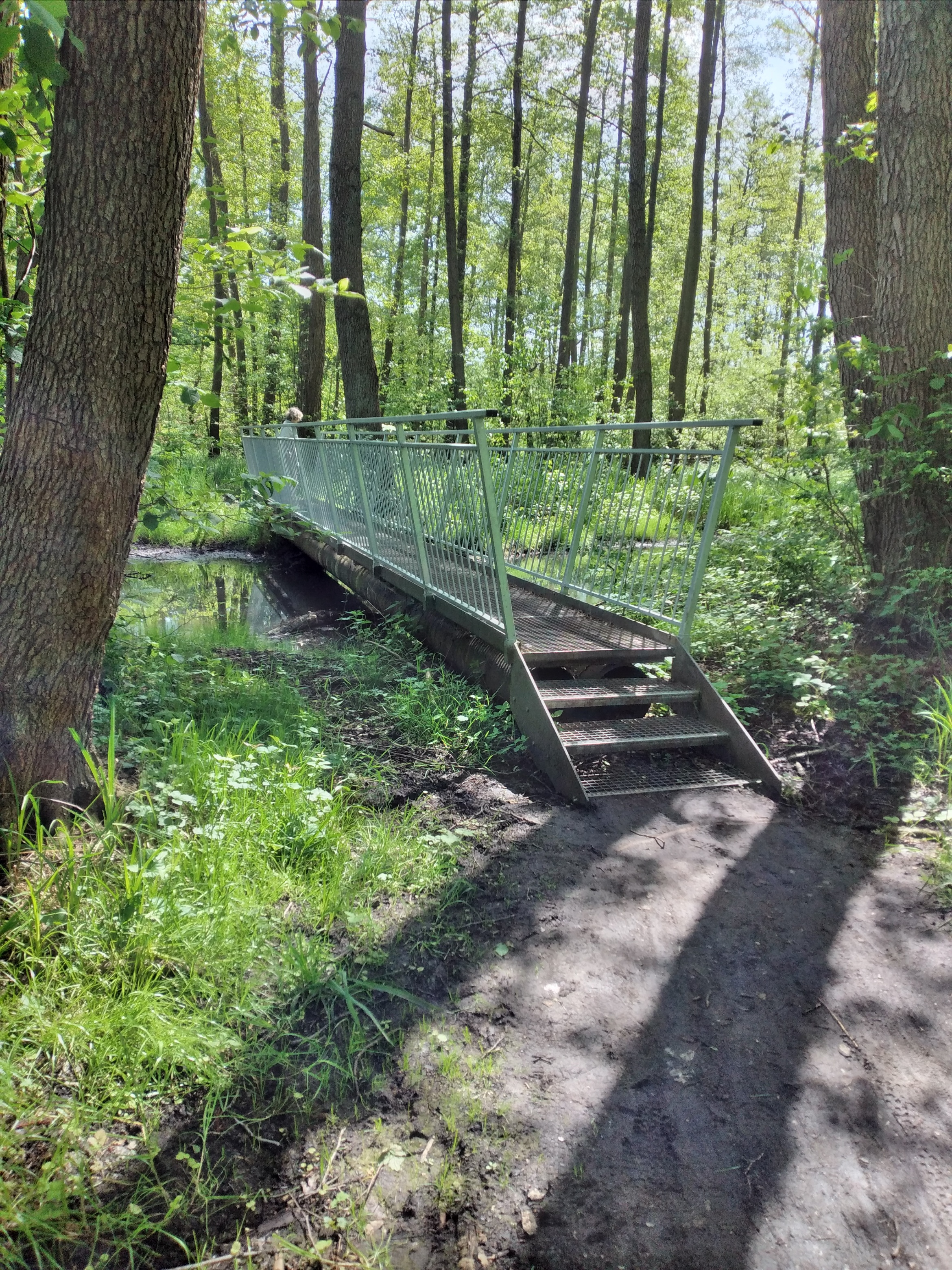
Krebsbachbrücke an der Mündung
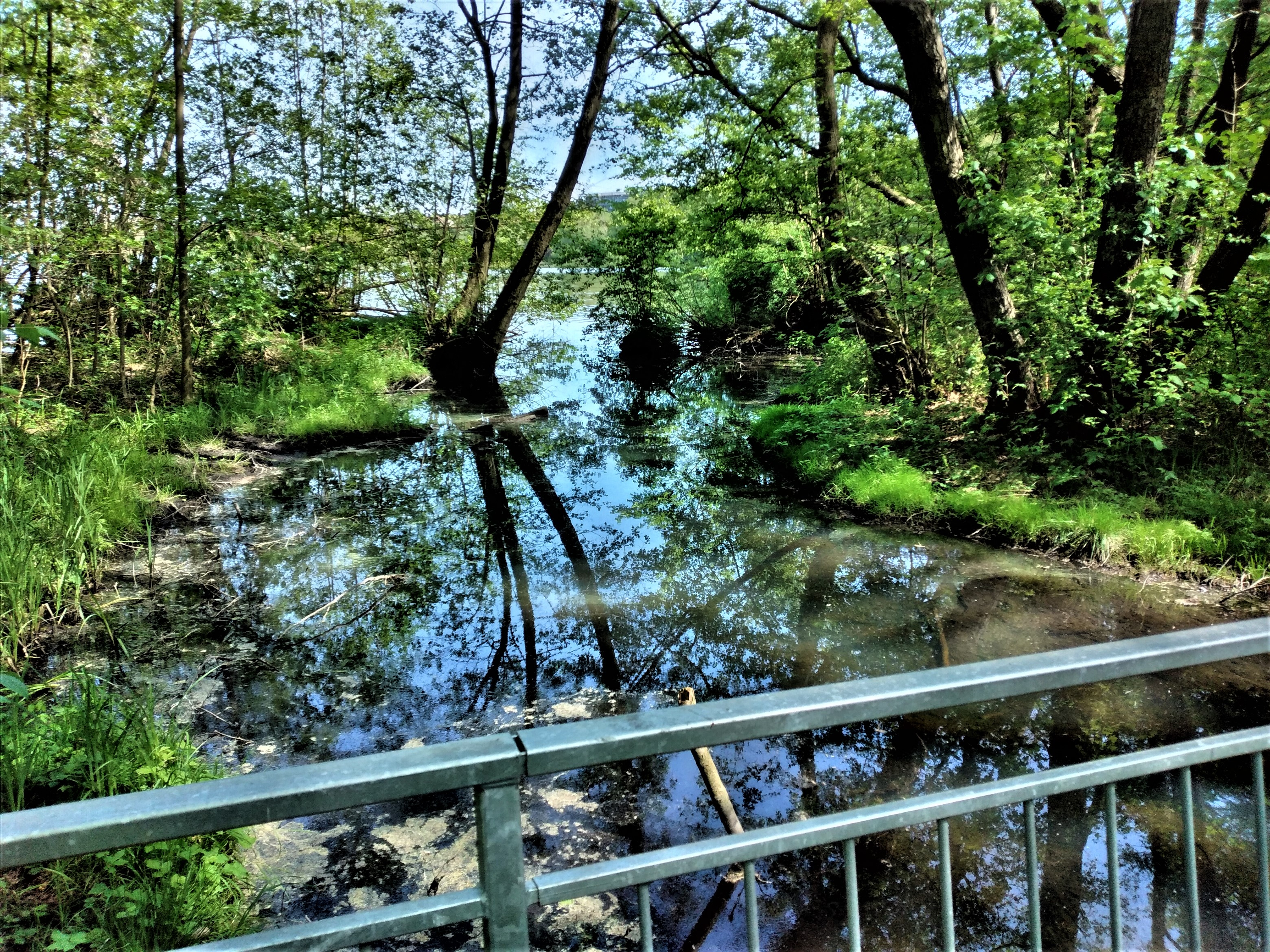
Krebsbachmündung am Ostorfer See

## Flora und Fauna
In der Gegend des Gewässers kommen 32 Pflanzenarten der Roten Liste Mecklenburg-Vorpommerns, zahlreiche Vogelarten, unter anderem Fischadler, Seeadler, Graureiher und Eisvogel, sowie der Fischotter vor.